# Yard Kings
Yard Kings é uma curta-metragem britânica  de 2020 escrita e realizada por Vasco Alexandre  e produzida por Billy King. O seu elenco é composto por Elle Atkinson, David Price, Jermaine Ricketts e Caroline Lazarus.
O filme é inscrito numa certa tradição realista britânica que aborda problemas reais de pessoas expostas à pobreza e a várias formas de violência.

## Sinopse
Ellie, uma jovem de 9 anos que vive num contexto de violência doméstica, procura fugir à sua realidade refugiando-se numa sucata de ferro velho com o seu amigo Pete. A sua forma de passar o tempo é construir uma “casa” onde podem sonhar com outra existência. 

## Elenco
David Price - Pete  
Elle Atkinson - Ellie  
Jermaine Ricketts - Alfie 
Caroline Lazarus - Lisa 

## Prémios
Yard Kings recebeu nomeações e prémios a nível internacional, incluindo 1 prémio Giornate Della Luce no Ca'Foscari Festival de Curtas-metragens, 2 prémios atribuídos pela Royal Television Society — a sociedade de televisão mais antiga do mundo, tendo Charles, Príncipe de Gales como alto patrocínio;  e 8 prémios FFTG.
| Competição                                               | Categoria                                                      | Recipiente(s)                | Resultado |
| -------------------------------------------------------- | -------------------------------------------------------------- | ---------------------------- | --------- |
| Royal Television Society                                 | Student London Television Award - Melhor Filme de Ficção, 2021 | Vasco Alexandre & Billy King | Vencedor  |
| Royal Television Society                                 | Student Television Award - Melhor Som, 2021                    | Zuzanna Pencak               | Vencedor  |
| Prémios FFTG                                             | Melhor Realizador, 2021                                        | Vasco Alexandre              | Vencedor  |
| Prémios FFTG                                             | Melhor Fotografia, 2021                                        | Jakub Rogala                 | Vencedor  |
| Prémios FFTG                                             | Escolha do Juri para Melhor Filme de Estreia, 2021             | Vasco Alexandre & Billy King | Vencedor  |
| Prémios FFTG                                             | Melhor Guião, 2021                                             | Vasco Alexandre              | Vencedor  |
| Prémios FFTG                                             | Melhor Som, 2021                                               | Zuzanna Pencak               | Vencedor  |
| Prémios FFTG                                             | Melhor Actor, 2021                                             | David Price                  | Vencedor  |
| Prémios FFTG                                             | Melhor Atriz, 2021                                             | Elle Atkinson                | Vencedor  |
| Ca'Foscari Festival de Curtas-metragens                  | Prémio Giornate Della Luce, 2021                               | Jakub Rogala                 | Vencedor  |
| Curtas Vila do Conde                                     | Prémio Take One! 2021                                          | Vasco Alexandre & Billy King | Nomeado   |
| Prémios de Cinematografia Europeos                       | Melhor Realizador Estudante, 2021                              | Vasco Alexandre              | Vencedor  |
| In the Palace Festival Internacional de Curtas-Metragens | Melhor Realizador Estudante, 2021                              | Vasco Alexandre              | Nomeado   |

## Ligações Externas
Yard Kings - IMDb